# ISO 3166-2:GS
ISO 3166-2:GS es la entrada para las Islas Georgias del Sur y Sandwich del Sur en ISO 3166-2, parte de los códigos de normalización ISO 3166 publicados por la Organización Internacional de Normalización (ISO), que define los códigos para los nombres de las principales subdivisiones (p.ej., provincias o estados) de todos los países codificados en ISO 3166-1.
En la actualidad, en la entrada para Islas Georgias del Sur y Sandwich del Sur no hay códigos definidos en la ISO 3166-2. El territorio carece de subdivisiones definidas.
Las Islas Georgias del Sur y Sandwich del Sur tienen oficialmente asignado el código GS para la ISO 3166-1 alfa-2. 